# Dryopteris emigrans
Dryopteris emigrans là một loài dương xỉ trong họ Dryopteridaceae. Loài này được Copel. mô tả khoa học đầu tiên năm 1931.
Danh pháp khoa học của loài này chưa được làm sáng tỏ. 